# Gusto (Restaurantführer)
Gusto ist ein deutscher Restaurantführer. Er wurde zunächst vom Gründer und Chefredakteur Markus J. Oberhäußer in Landsberg am Lech herausgegeben. Von 2020 an erscheint er im Münchener ZS-Verlag.

## Geschichte
2003 begann Gusto als regionaler Gasthausführer für das bayerische Oberland zwischen Rosenheim und Weilheim in Oberbayern.
Bis 2010 wurde der Restaurantführer auf ganz Deutschland ausgedehnt und erreichte eine Auflage von 76 % des Marktführers Guide Michelin.
2018 lehnte Gusto eine Werbung von Nestlé ab, zugunsten des gemeinnützigen Vereins Viva con Agua, der sich dafür einsetzt, dass alle Menschen weltweit Zugang zu sauberem Trinkwasser haben.
Ende November 2019 gab der ZS-Verlag bekannt, künftig nicht mehr den Restaurantführer Gault-Millau herauszugeben, sondern stattdessen eine Partnerschaft mit Gusto eingegangen zu sein. Diesen wolle man gemeinsam „zur führenden Marke für kulinarischen Genuss weiter entwickeln“. Dafür sollen Print- und Digitalangebote ausgebaut und neu entwickelt werden.

## Bewertungen
Die Küchenqualität wird mit 5 bis 10 Gusto-Pfannen bewertet, wobei jede dieser Noten durch ein „+“-Symbol noch einmal aufgewertet werden kann. Ambiente, Ausstattung, Weinangebot und Service werden mit ein bis fünf Bestecken honoriert.
Im Gusto 2019/2020 erhielten folgende sechs Restaurants die Höchstwertung „10+“:
- Schwarzwaldstube im Hotel Traube Tonbach, Baiersbronn (Torsten Michel, vom Gusto ausgezeichnet als „Koch des Jahres 2020“),
- Lorenz Adlon Esszimmer im Hotel Adlon, Berlin (Hendrik Otto),
- The Table, Hamburg (Kevin Fehling),
- Atelier im Hotel Bayerischer Hof, München (Jan Hartwig),
- Victor’s Gourmet-Restaurant Schloss Berg, Perl (Christian Bau),
- Aqua im Hotel The Ritz-Carlton Wolfsburg, Wolfsburg (Sven Elverfeld).

Anders als die meisten Mitbewerber veröffentlicht Gusto seine aktuellen Restaurantkritiken seit 2017 nicht mehr en bloc zu einem bestimmten Stichtag, sondern ergänzt sein Online-Angebot das gesamte Jahr über mit neuen Rezensionen.
Nach einer regelmäßig wiederholten Umfrage wird Gusto bei Gastronomen nach dem Guide Michelin die zweitbeste Kompetenz zugesprochen, vor dem etablierten Gault-Millau.
Die Restaurant-Ranglisten ziehen Gusto in ihre Bewertung mit ein.